# 5c Rayed Star
«Лучи́стая звезда́, 5 санти́мов» (англ. 5с Rayed Star) — филателистическое название редчайшей разновидности доплатной марки из первого общефедерального выпуска Швейцарии 1878 года.

## Описание и статус
Раритет был создан и отпечатан в рамках серии из девяти марок бледно-синего цвета номиналами в 1, 2, 3, 5, 10, 20, 50, 100 и 500 сантимов.
Их рисунок однотипен. В центре марки расположена круглая звезда-розетка с 80 двойными лучами и нанесённая поверх неё цифра номинала. Композиция заключена в синий круг с 22 белыми пятиконечными звёздочками (по числу кантонов страны).
По углам марки, в качестве символа быстроты доставки почты, четыре железнодорожных колеса с крыльями, заключённые в геометрическую рамку, — мотив, заимствованный у почтовой марки Норвегии «Почтовый рожок». Названия страны и каких-либо надписей кроме цифры номинала нет.
Художник и гравёр серии — Jean Durussel из Берна. Бумага обычная, водяной знак — «крест в овале». Типография — Stämpfli & Cie, Берн.
На всех марках серии, кроме односантимовой, отсутствует центральный элемент, лучистая звезда, а номиналы располагаются просто в круге на белом фоне. Однако на единственной обнаруженной марке в 5 сантимов номинал, как и на односантимовых марках, отпечатан на фоне лучистой звезды.
Уникальный пятисантимовик имеет гашение — оттиск почтового штемпеля деревни Биссег (нем. Bissegg). На момент выхода марки её население составляло около 200 человек. Ныне Биссег слита с несколькими соседними деревушками в коммуну Амликон-Биссег кантона Тургау, что на крайнем северо-востоке страны.

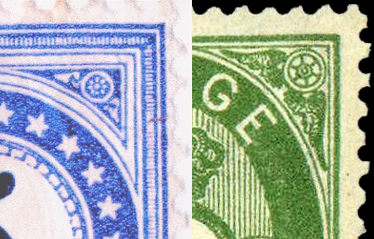
Сравнение марок Швейцарии (1878) и Норвегии (1872). Железнодорожные колёса с крыльями

В настоящее время известен всего один подобный экземпляр, что ставит его в ряд с двумя другими марками-уникумами — шведским «Жёлтым трёхскиллинговиком» и «Британской Гвианой». Но, в отличие от них, этот экземпляр был случайно обнаружен спустя 101 год со времени выхода марки в свет. Столь большая временна́я разница не имеет прецедентов в мировой филателии.

## Обнаружение
Однажды в конце 1979 года исполнительный директор лондонской филателистической компании The Amateur Collector Ltd. Хайнц Кетчер (англ. Heinz L. Katcher) сортировал филателистическую смесь первых марок Швейцарии. Неожиданно он обнаружил доплатный пятисантимовик с лучистой звездой, чего, согласно каталогам почтовых марок того времени, быть физически не могло. В своей статье в The Swiss Philatelist Хайнц рассказывает:
Уверен, что в этот момент я выглядел как идиот, выигравший приз! Позвольте, я опишу, как всё произошло. В течение многих месяцев (и этот не был исключением) в моих сейфах скапливался несортированный материал, который не был необходим ни немедленно, ни даже про запас. Одна подобная партия швейцарских доплатных марок оказалась нетронутой со смерти два года назад моего дорогого друга Фрэда Хилларда (Fred Hilliard), и я решил привести её в порядок.
Сперва я рассортировал марки (по годам выпуска) на «синие», «сине-зелёные» и «другие зелёные». Следующим шагом — на «синие» на обычной и на гранитной бумаге. И третий шаг — на типы I и II. В ходе сортировки я несколько раз перекладывал марки из кучки в кучку, пока, наконец, не заметил краем глаза, что кучку односантимовых синих марок с лучистыми звёздами венчает марка в пять сантимов! Прошло, наверное, секунд 15, прежде чем я после этого пошевелился и стал её рассматривать ближе.

Затем я обратился к Фрэнку (Frank Bulstrode): «Посмотри, что сотворил какой-то шутник: он стёр единицу и подрисовал пятёрку сверху. Кем бы он ни был, он сделал свою работу фантастически: нет никаких следов фальшивки». Фрэнк посмотрел и сказал, что такого не может быть, это явно шутка.

## Экспертиза
Хайнц и Фрэнк немедленно поместили марку под ультрафиолетовую лампу, полагая, что обман тут же вскроется. Однако ни это, ни помещение марки в воду и бензин, ни сравнение зубцовки и структуры бумаги под сильным увеличением не придало ясности: следов подделки не было. Штемпель, первоначально идентифицированный как BISSONE, позже оказался BISSEGG, причём попутно выяснилось, что подобный оттиск существовал до этого момента всего в одном сохранившемся в частных руках экземпляре.
Кетчер провёл из Лондона несколько предварительных телефонных консультаций с экспертами по первым маркам Швейцарии в континентальной Европе, и поначалу они выразили явное недоверие: в истории мировой филателии ещё не было случая, чтобы раритет столь высокого уровня обнаруживался спустя такой большой промежуток времени; считалось, что все возможные редкости давно обнаружены и новым появиться попросту неоткуда.
Пришлось транспортировать марку через Ла-Манш и организовывать спецпоказ. Когда марка была предъявлена специалистам в офисах Цумштейна, их недоверие, как пишет журнал Tell, орган Американского общества швейцарской филателии (American Helvetia Philatelic Society), сменилось глубоким удивлением. Марка и штемпель, которым она была погашена, прошли самую строгую экспертизу, включая ряд химических тестов, исследования в архивах Почты, телефона и телеграфа Швейцарии и консультаций с типографиями этой страны. Всё оказалось подлинным — и марка, и гашение.

## История

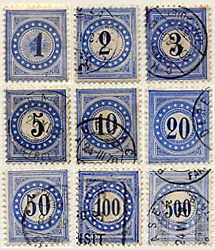
Доплатные марки Швейцарии, первый выпуск (1878)

### Выпуски доплатных марок
Федеральное почтовое ведомство Швейцарии приступило к выпуску доплатных марок в 1878 году. Именно в первой серии таких марок и был выявлен пятисантимовый уникум. Выпуски доплатных марок в этой стране продолжались вплоть до 1938 года. Последние из них были изъяты из почтового обращения 31 декабря 1956 года, и начиная с 1957 года доплата корреспонденции стала оформляться обычными почтовыми марками. Всего было выпущено 74 доплатных марки.

### Организация печати
С тех пор, как мир узнал о существовании швейцарского раритета, профильная филателистическая пресса, в частности, упомянутый Tell и Berner Briefmarken Zeitung, периодически публикует всё новые и новые идеи и трактовки по поводу того, как уникальная марка могла увидеть свет, а также каким образом за сто лет её никто не обнаружил. В настоящее время среди экспертов на этот счёт имеется следующий консенсус.
Изначально «лучистые звёзды» должны были присутствовать на марках всех номиналов. Марки печатались с помощью двух отдельных процессов, следовавших сразу же друг за другом: сперва рисунок, затем цифра номинала. Были изготовлены и доставлены в типографию 250 соответствующих клише, что позволяло печатать за раз два марочных листа по 100 штук в каждом и иметь в резерве ещё 50. Печатных форм как таковых не было: 100 клише собирались по одному в железный поддон. Найдены два таких поддона — для клише рисунка марок и клише цифры их номинала. После каждого печатного прогона конструкцию приходилось демонтировать, чтобы освободить элементы от остатков залипшей краски с помощью нагрева, после чего ждать, пока клише остынут, и пересобирать их в поддоны заново.
Печатники имели строгую инструкцию почтового департамента о необходимости возврата всех листов бумаги, которые будут испорчены в ходе процесса. Кроме того, их попросили сперва напечатать наиболее ходовые номиналы — 1, 5, 10 и 50 сантимов. Согласно документации, к 17 июня 1878 года было напечатано 1 362 675 экземпляров-односантимовиков, а затем процесс был остановлен. Пауза продлилась до 22 июня, после чего типография принялась печатать пятисантимовые марки (их выпустили тиражом 724 725 штук).
Пятидневный перерыв был вызван тем, что рисунок «лучистой звезды» оказался слишком «тонким» в середине, что было не по силам выбранному способу печати: тонкие линии в оттисках слипались, образуя некрасивую кляксу, зрительно мешавшую нормально воспринимать печатавшуюся позже цифру номинала. Печатники, недовольные результатом, уведомили об этом заказчика. В итоге с разрешения почты клише были переделаны, центральная часть из них была попросту убрана.

### Версии появления
Благодаря чему именно появился пятисантимовый уникум, спустя более чем сто лет сказать сложно. Основными версиями являются следующие:
- при очередной пересборке клише в поддоне было случайно использовано 1—2 старых, со звездой;
- в качестве аргумента для почтового департамента было напечатано 1—2 звёздных листа с тем номиналом, который уже стоял во втором поддоне;
- одно—два новых, беззвёздных клише было испорчено в ходе печати и за отсутствием резервных было временно заменено старыми;
- и так далее.

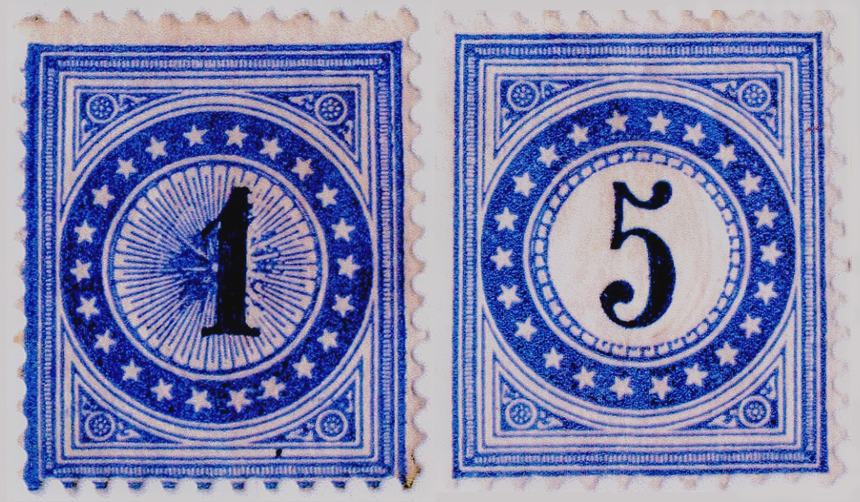
«Нормальные» экземпляры в 1 и 5 сантимов (1878)

Через восемь лет после обнаружения раритета, когда стало вполне ясно, что предпринятые поиски новых экземпляров марки по всему миру оказались безрезультатны и налицо лишь единственный её экземпляр, один из экспертов, Макс Херч (нем. Max Hertsch), выдвинул дополнительную гипотезу.
По-видимому, марка всё же была напечатана в количестве не менее ста штук — то есть существовал и остался незамеченным как минимум один «неправильный» лист. При распределении всего тиража по стране он, однако, угодил в маленькое почтовое отделение в деревушке Биссег, обслуживавшее всего двести жителей. Неудивительно, что на конвертах разошлись лишь единичные экземпляры доплатной марки, а сам лист, откуда они отрывались, пролежал на почте практически неиспользованным все те годы, пока данному выпуску не пришёл на смену «зелёный».
Когда же эмиссия выводилась из обращения, начальник отделения Готлиб Хаберлин (Gottlieb Haberlin) сдал под расписку всё неиспользованные остатки для списания и ликвидации центральной почтой. Разумеется, г-н Хаберлин не знал, что пятисантимовые марки должны выглядеть по-другому, без звезды в центре: у него-то в распоряжении был лишь один «неправильный» лист, так что ему не с чем было их сравнивать.

## Признание
На сегодняшний день придуманное Кетчером название марки «Лучистая звезда, 5 сантимов» существует пока только по-английски — 5с Rayed Star. Каталог «Скотт» констатирует в виде примечания, что имеется один пятисантимовик в дизайне 1с, но номера этому уникуму (по состоянию на 2008 год) пока не присвоил. «Михель» в своём томе «Центральная Европа» (2006) указывает, что весь выпуск печатался с 1 июля 1878 года по 1880 год, и не знает «Пятисантимовой лучистой звезды» вообще. Нет упоминания о пятисантимовой «звезде» и в каталоге «Ивер» (2005).
Однако марка уже экспонируется на филателистических выставках — в частности, на выставке WIPA в Вене в 1981 году ей был отведён отдельный стенд и приставлена усиленная охрана. Впрочем, The Swiss Philatelist отмечает:
К сожалению, марку нельзя показывать так широко, как хотелось бы. Лишь очень немногие организаторы выставок, даже международного уровня, способны обеспечить большие страховые взносы, требуемые для показа редкости.
По-видимому, и консерватизм мировых каталогов почтовых марок играет в этом свою роль: марку-уникум до сих пор невозможно оценить объективно. Что же касается остальных марок серии, первый выпуск доплатных марок Швейцарии целиком, со всеми разновидностями, кроме описанной, в апреле 2009 года оценивался в £200.